# So What (singel Field Mob)
So What – pierwszy singel promujący trzeci album studyjny grupy Field Mob, Light Poles and Pine Trees, nagrany z udziałem amerykańskiej wokalistki Ciary.

## Listy przebojów
| Chart (2006)                       | pozycja |
| ---------------------------------- | ------- |
| U.S. Billboard Hot 100             | 10      |
| U.S. Billboard R&B/Hip Hop Songs   | 4       |
| U.S. Hot R&B/Hip-Hop Singles Sales | 23      |
| U.S. Billboard Hot Rap Tracks      | 3       |
| U.S. Billboard Pop 100             | 13      |
| Australian ARIA Charts             | 40      |
| UK Top 75 Singles                  | 56      |